# Tratado de Paris (1814)

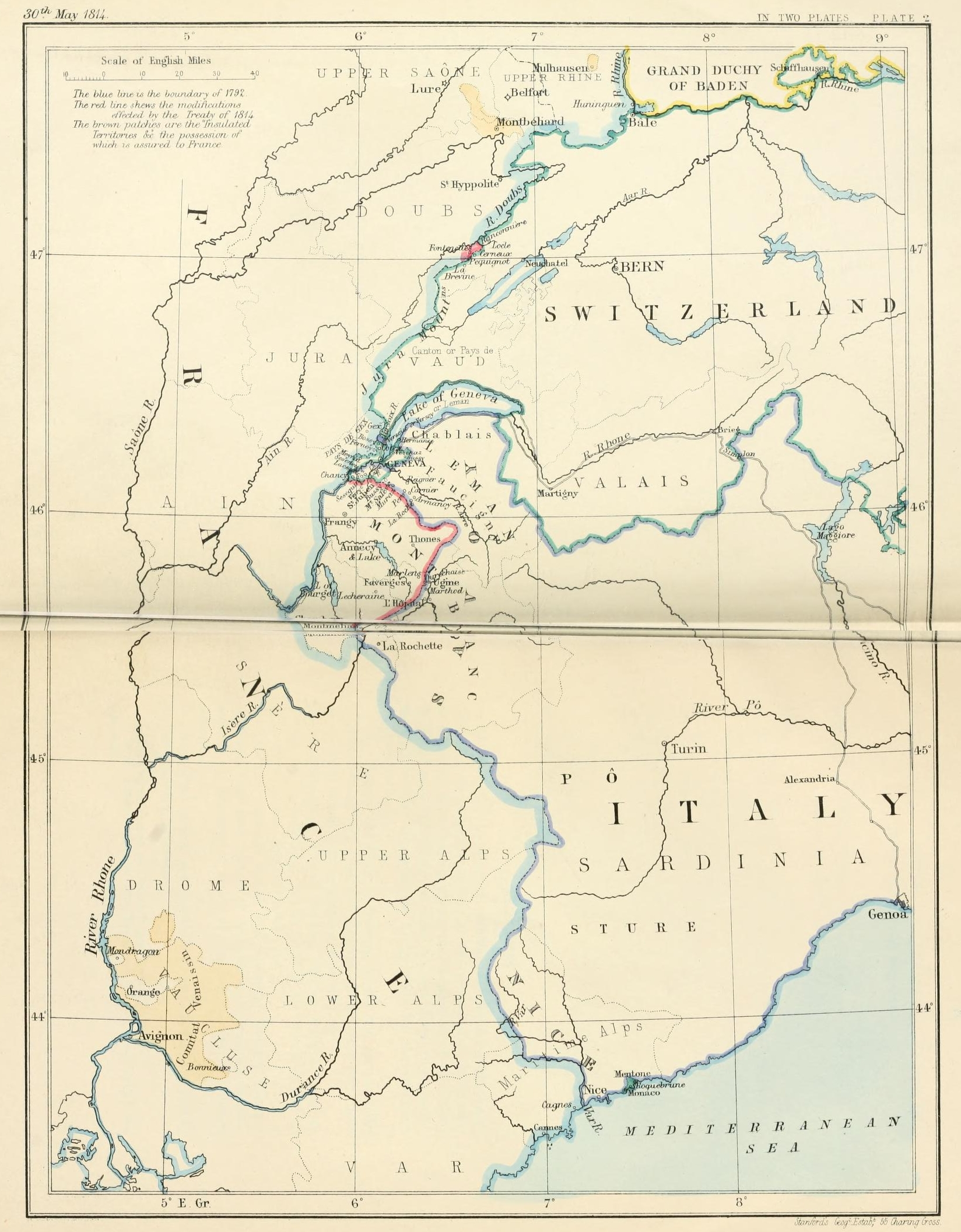
Fronteira sudeste da França após o Tratado de Paris (1814)

O Tratado de Paris, assinado em 30 de maio de 1814, termina a guerra entre a França e a Sexta Coligação, composta por Reino Unido, Rússia, Áustria, Suécia e Prússia. As fronteiras francesas foram restauradas àquelas de 1792, mas houve pouca ação punitiva contra a França, com exceção de que as ilhas Seychelles foram cedidas ao Reino Unido.
O tratado estipula em seu artigo II : « O reino de França conserva a integridade de seus limites tais que eles eram em 1 de janeiro de 1792. Ele receberá, além disso, um aumento de território [...] ». Este « aumento de território » destinava-se a acalmar os sentimentos dos franceses. A França mantinha a título de « aumento » a parte ocidental da Savoia (antigo departamento do Mont-Blanc).
As antigas terras papais que formavam a base do departamento de Vaucluse retornam à França, tais enclaves sendo julgados anacrônicos.
Em aplicação do princípio de legitimidade, o príncipe de Mônaco retoma seu trono e a França recupera a proteção que ela exercia sobre o Principado; essa proteção será transferida ao Reino da Sardenha no Tratado de Paris (1815).
O Reino Unido retrocede à França a Guadeloupe, a Martinica e a Reunião, mas conserva Haiti e a ilha Maurício.
Saint-Louis do Senegal também é cedido à França.